# Gary Reed
Gary Reed (* 25. října 1981, Corpus Christi, Texas) je kanadský atlet, který na mistrovství světa 2007 v Ósace získal stříbrnou medaili v běhu na 800 metrů.
V roce 2008 reprezentoval na letních olympijských hrách v Pekingu, kde doběhl ve finále v čase 1:44,94 na čtvrtém místě. Na bronzového Alfreda Kirwa Yega z Keni ztratil dvanáct setin sekundy.